# دارکوب هیلا
دارکوب هیلا (نام علمی: Melanerpes uropygialis) یکی از بیش از ۱۲ گونه مختلف دارکوبهاست که در غرب آمریکا پیدا می‌شوند. بر خلاف انواع دیگر دارکوبها این پرنده در مناطق خیلی خشک زندگی می‌کند و لانه خود را به جای آنکه در تنه درختان بسازد آن را در بدنه کاکتوسها درست می‌کند تعداد زیادی از پرندگان دیگر مثل جغد از لانه‌هایی که دارکوب هیلا از خود به جا گذاشته‌است استفاده می‌کنند.
نام آن به رود هیلا در آریزونا اشاره دارد که برخلاف املای آن یعنی ‌Gila، هیلا تلفظ می‌شود.